# Тетрафосфид триолова
Тетрафосфид триолова — бинарное неорганическое соединение
олова и фосфора
с формулой Sn3P4,
кристаллы,
не растворяется в воде.

## Получение
- Сплавление стехиометрических количеств чистых веществ:

{\displaystyle {\mathsf {3Sn+4P\ {\xrightarrow {560^{o}C}}\ Sn_{3}P_{4}}}}

## Физические свойства
Тетрафосфид триолова образует кристаллы
тригональной сингонии,
пространственная группа R 3m,
параметры ячейки a = 0,44315 нм, c = 2,8393 нм, Z = 3
.
Не растворяется в воде.